# Marcel Levindrey
Marcel Levindrey, né le 28 septembre 1897 à Châteaubourg (Ille-et-Vilaine), mort le 2 décembre 1976 à Laon, est un homme politique français, membre de la SFIO.

## Biographie
Fils d'un instituteur breton, il est mobilisé en janvier 1916 et doit interrompre ses études. Après la guerre, il travaille comme employé administratif dans une société d'assurances sociales, et en devient le directeur régional.
Militant  SFIO dans l'Aisne, il est élu secrétaire de la fédération socialiste départementale en mars 1931. Maire de Laon en 1935, conseiller général de l'Aisne en 1937, il est révoqué de ses mandats par le régime de Vichy en mai 1941.
Engagé dans la résistance (réseau Libération-Nord), il est arrêté par la gestapo et emprisonné de décembre 1943 à février 1944.
A la Libération, il retrouve ses mandats de conseiller général et maire et, de 1945 à 1948, préside le conseil général de l'Aisne.
Tête de liste socialiste pour l'élection de la seconde assemblée constituante, en juin 1946, il obtient 21,4 % des voix et est élu député. De nouveau candidat en novembre, il est réélu malgré une forte baisse du résultat de sa liste, qui ne réunit plus que 17,6 % des voix.
Réélu en 1951, réunissant 16,2 % des voix, il se consacre principalement à ses deux sujets de prédilection : la défense de l'agriculture et de l'artisanat, et les dommages de guerre.
En 1956, il est de nouveau réélu député, avec 20,1 % des voix.
Au contraire de la direction de la SFIO, il s'oppose au retour de Charles de Gaulle au pouvoir, en 1958. Réinvesti cependant pour les législatives de 1958, il est battu par le candidat de droite Gilbert Devèze. En 1962, il tente une dernière fois de retrouver son siège à l'assemblée, mais échoue face au gaulliste Guy Sabatier.
Maire de Laon jusqu'en 1965, année où il ne sollicite pas le renouvellement de son mandat, conseiller général jusqu'en 1970, il quitte ensuite la vie politique.
Après sa mort, son nom est donné à une rue et à un complexe sportif de Laon.